# Artonne
Artonne ist eine Gemeinde mit 923 Einwohnern (Stand: 1. Januar 2022) im zentralfranzösischen Département Puy-de-Dôme in der Region Auvergne-Rhône-Alpes. Die Gemeinde gehört zum Arrondissement Riom und zum Kanton Aigueperse.

## Lage
Artonne liegt etwa 14 Kilometer nordnordöstlich von Riom. Umgeben wird Artonne von den Nachbargemeinden Saint-Agoulin im Norden, Chaptuzat im Norden und Nordosten, Aigueperse im Osten und Nordosten, Aubiat im Südosten, La Moutade und Saint-Myon im Süden, Combronde im Südwesten sowie Jozerande im Westen und Nordwesten.

## Geschichte
Artonne taucht bereits bei Gregor von Tours als Artona oder Arthona auf und wird als Dorf (vicus) der Arverner beschrieben.

## Bevölkerungsentwicklung
| Jahr                       | 1962 | 1968 | 1975 | 1982 | 1990 | 1999 | 2008 | 2013 |
| Einwohner                  | 721  | 714  | 685  | 753  | 779  | 762  | 773  | 845  |
| Quellen: Cassini und INSEE |      |      |      |      |      |      |      |      |

## Sehenswürdigkeiten
- Kirche Saint-Martin aus dem 12. Jahrhundert, seit 1886 Monument historique
- Schloss Le Verger aus dem 17./18. Jahrhundert, seit 2010 Monument historique

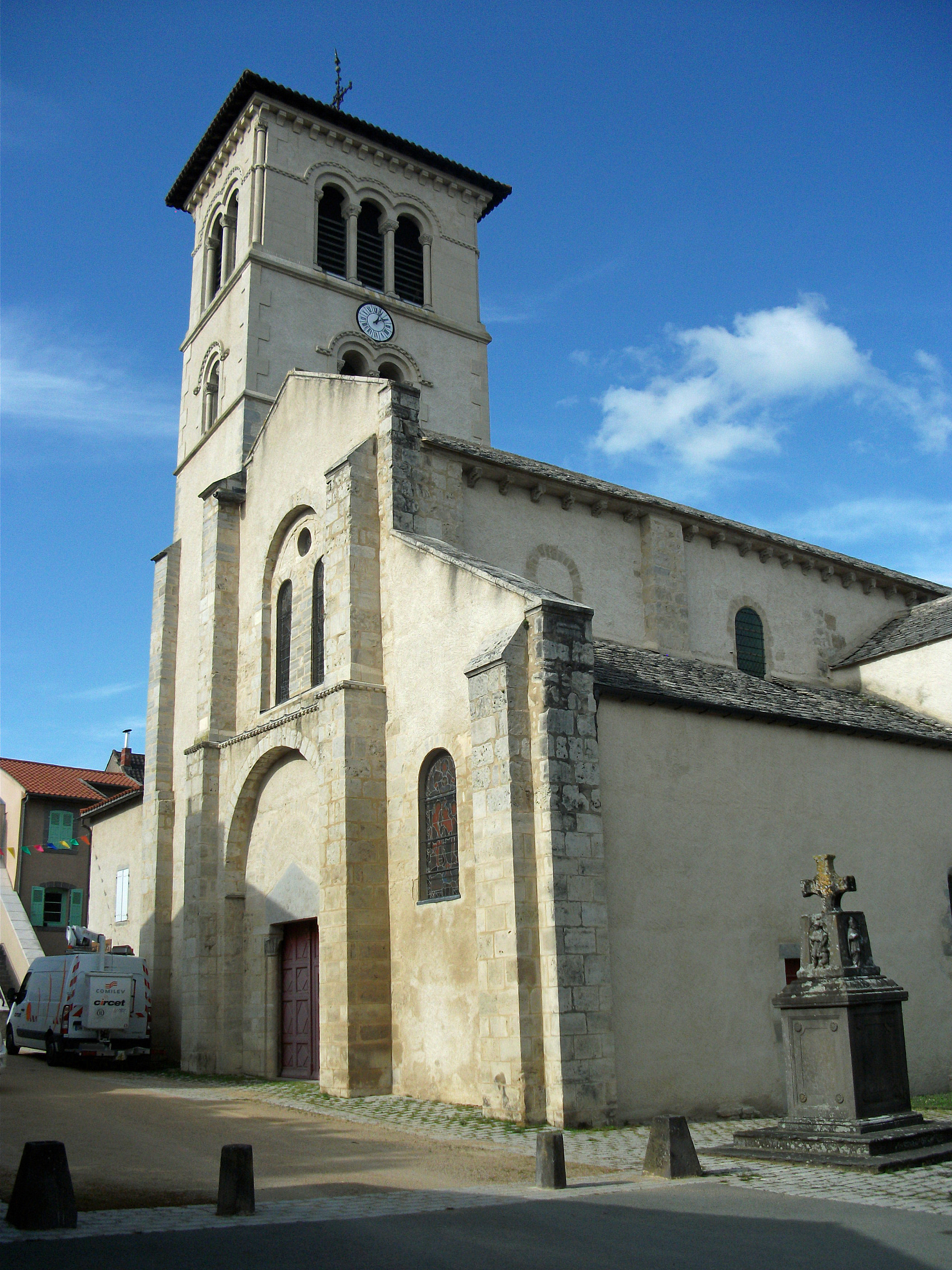
Kirche Saint-Martin